# Квачани (Ліптовски Мікулаш)
Квачани (словац. Kvačany) — село, громада округу Ліптовський Мікулаш, Жилінський край, регіон Ліптов. Кадастрова площа громади — 22,44 км².
Населення 541 особа (станом на 31 грудня 2018 року).

## Історія
Квачани згадуються 1286 року.

## Географія
Розташований природний заповідник Квачянська долина.

## Населення
| Рік:            | 1994. | 2004.   | 2014.   | 2024.   |
| --------------- | ----- | ------- | ------- | ------- |
| Кількість осіб: | 573   | 555     | 567     | 553     |
| Різниця:        |       | -3,14 % | +2,16 % | -2,46 % |

| Рік:            | 2023. | 2024.   |
| --------------- | ----- | ------- |
| Кількість осіб: | 549   | 553     |
| Різниця:        |       | +0,72 % |